# Pentatonix (álbum)
Pentatonix es el cuarto álbum de estudio del grupo estadounidense a capela Pentatonix, que fue lanzado el 16 de octubre de 2015.
La fecha de lanzamiento fue anunciada en Twitter por una serie de cuadros que mostraban a los cinco miembros de la banda; cada miembro de la banda añadió una imagen cada día, culminando en la fecha que se estrenó, el 28 de agosto. Es el séptimo lanzamiento del grupo en general en su discografía.
Este es el primer lanzamiento de la banda que ofrece un material, en su mayoría original, a excepción de las pistas de bonificación en la versión de lujo. Pentatonix también por primera vez, da créditos individuales a los integrantes de la banda, por cada canción..
Pentatonix debutó en la cima del Billboard 200 con 98.000 unidades vendidas, siendo su primer álbum en el Nº 1 en la lista.

## Lista de Sencillos
| Pentatonix — Standard edition |                                                   |                                                                 |                  |          |  |
| N.º                           | Título                                            | Escritor(es)                                                    | Lead vocals      | Duración |  |
| 1.                            | «Na Na Na»                                        | Avi Kaplan Kevin Olusola Taylor Parks                           | Grassi           | 2:36     |  |
| 2.                            | «Can't Sleep Love»                                | Pentatonix Elof Loelv Kevin Figueiredo Teddy Peña William Wells | Hoying Grassi    | 2:53     |  |
| 3.                            | «Sing»                                            | Hoying Grassi Olusola Martin Johnson Sam Hollander              | Hoying Olusola   | 2:57     |  |
| 4.                            | «Misbehavin'»                                     | Hoying Grassi Matt Rad Ruth-Anne Cunningham                     | Hoying Grassi    | 3:43     |  |
| 5.                            | «Ref»                                             | Hoying Olusola Parks                                            | Hoying Maldonado | 3:14     |  |
| 6.                            | «First Things First»                              | Hoying Olusola Kevin Fisher                                     | Hoying           | 2:41     |  |
| 7.                            | «Rose Gold»                                       | Hoying Kaplan Drew Pearson Stephen Wrabel                       | Hoying           | 3:43     |  |
| 8.                            | «If I Ever Fall in Love» (featuring Jason Derulo) | Carl Martin                                                     | Derulo Hoying    | 3:14     |  |
| 9.                            | «Cracked»                                         | Hoying Kaplan CJ Baran Talay Riley                              | Hoying           | 2:54     |  |
| 10.                           | «Water»                                           | Olusola Kirstin Maldonado Audra Mae                             | Maldonado        | 3:11     |  |
| 11.                           | «Take Me Home»                                    | Olusola Maldonado Mae                                           | Hoying Grassi    | 2:56     |  |
| 12.                           | «New Year's Day»                                  | Hoying Grassi Olusola Johnson Hollander                         | Hoying Grassi    | 3:38     |  |
| 13.                           | «Light in the Hallway»                            | Hoying Grassi Mae                                               | Kaplan           | 4:15     |  |

| Pentatonix — Edición Deluxe |                                     |                                                                                     |                         |          |  |
| N.º                         | Título                              | Escritor(es)                                                                        | Lead vocals             | Duración |  |
| 14.                         | «Where Are Ü Now»                   | Jason "Poo Bear" Boyd Sonny Moore Thomas Wesley Pentz Karl Rubin Brutus Jordan Ware | Grassi Hoying           | 2:51     |  |
| 15.                         | «Cheerleader»                       | Omar Samuel Pasley Clifton Dillon Mark Bradford Ryan Dillon                         | Grassi Hoying Maldonado | 3:03     |  |
| 16.                         | «Lean On»                           | Karen Ørsted Pentz William Griachine Philip Meckseper Martin Bresso                 | Grassi                  | 2:41     |  |
| 17.                         | «Can't Sleep Love» (featuring Tink) | Pentatonix Loelv Figueiredo Peña Wells Trinity Home                                 | Hoying Grassi Tink      | 3:34     |  |

| Pentatonix — Edición Exclusiva de Target |                  |                                                                        |               |          |  |
| N.º                                      | Título           | Escritor(es)                                                           | Lead vocals   | Duración |  |
| 18.                                      | «To the River»   | Olusola Hoying Fisher                                                  | Grassi Kaplan | 3:42     |  |
| 19.                                      | «Problem» (live) | Max Martin Savan Kotecha Ilya Salmanzadeh Amethyst Kelly Ariana Grande | Hoying Grassi | 2:24     |  |
| 20.                                      | «Aha!» (live)    | Imogen Jennifer Jane Heap                                              | Grassi        | 3:11     |  |

## Recepción

### Recepción comercial
El álbum debutó en el número 8 en Nueva Zelanda y como número 1 en US Billboard 200. En los Estados Unidos, el álbum empezó con 98,000 unidades vendidad (88,000 en ventas del álbum).

### Recepción de la crítica
El álbum recibió mayoritariamente revisiones positivas de parte de los críticos. Matt Collar de AllMusic escribió, "Finalmente, alejándose de los covers, Pentatonix ha ayudado a empujar su estilo a capella hacia uno más de pop. Que los únicos instrumentos que han utilizado para hacerlo son sus voces hace que su sea logro más impresionante."

## Personal
Pentatonix
- Scott Hoying – Barítono principal y corista.
- Mitch Grassi – Tenor principal[10] y corista.
- Kirstin Maldonado – Mezzo-Soprano principal y corista.
- Avi Kaplan – Graves , Voz grave principal y corista.
- Kevin Olusola – percusión vocal, beatboxing, corista, rapeo.

Personal adicional
- Pentatonix, Thaddus "Kuk" Harrell, Martin Johnson, Ed Boyer, Drew Pearson, Ben Bram – producción
- Jason Derulo – Voz en "If I Ever Fall in Love"
- Tink –  Voz en  "Can't Sleep Love" (solo en la versión deluxe)
- Miembros de  A Cappella Academy Retreat como coro en "Misbehavin'", "New Year's Day", y "To the River"
- Miembros del estudio de grabación como parte del coro en "Lean On"

## Posicionamiento
| Lista(2015)                        | Mejor posición |
| ---------------------------------- | -------------- |
| Australia (ARIA)                   | 5              |
| Austria (Ö3 Austria)               | 14             |
| Bélgica (Ultratop flamenca)        | 26             |
| Bélgica (Ultratop valona)          | 77             |
| Canadá (Billboard Canadian Albums) | 7              |
| Países Bajos (Album Top 100)       | 14             |
| Francia (SNEP)                     | 83             |
| Alemania (Media Control Charts)    | 38             |
| Irlanda (IRMA)                     | 21             |
| Italia (FIMI)                      | 33             |
| Nueva Zelanda (Recorded Music NZ)  | 8              |
| Noruega (VG-lista)                 | 21             |
| Portugal (AFP)                     | 20             |
| España (PROMUSICAE)                | 57             |
| Suiza (Schweizer Hitparade)        | 24             |
| Reino Unido (UK Albums Chart)      | 18             |
| Estados Unidos (Billboard 200)     | 1              |
| Estados Unidos (Digital Albums)    | 1              |